# هنريكو بوتس
هنريكو بوتس (بالإنجليزية: Henrico Botes)‏ هو لاعب كرة قدم ناميبي في مركز الهجوم، ولد في 24 ديسمبر 1979 في ريهوبوث في ناميبيا. شارك مع منتخب ناميبيا لكرة القدم. أما مع النوادي، فقد لعب مع بيدفيست ويتس وموروكا سوالوز.

## وصلات خارجية
- هنريكو بوتس على موقع الاتحاد الدولي (مؤرشف)  (الإنجليزية)
- هنريكو بوتس على موقع قاعدة بيانات كرة القدم.إي يو (الإنجليزية)
- هنريكو بوتس على موقع ناشيونال فوتبول تيمز (الإنجليزية)
- هنريكو بوتس على موقع Soccerway.com (الإنجليزية)
- هنريكو بوتس على موقع عالم كرة القدم.نت (الإنجليزية)